# Седлиська (Тарновський повіт)
Седлиська (пол. Siedliska) — село в Польщі, у гміні Тухув Тарновського повіту Малопольського воєводства.
Населення — 2305 осіб (2011).
У 1975-1998 роках село належало до Тарновського воєводства.

## Демографія
Демографічна структура станом на 31 березня 2011 року:
|          | Загалом | Допрацездатний вік | Працездатний вік | Постпрацездатний вік |
| -------- | ------- | ------------------ | ---------------- | -------------------- |
| Чоловіки | 1150    | 290                | 736              | 124                  |
| Жінки    | 1155    | 266                | 684              | 205                  |
| Разом    | 2305    | 556                | 1420             | 329                  |